# Cithaeron jocqueorum
Espèce
Cithaeron jocqueorum est une espèce d'araignées aranéomorphes de la famille des Cithaeronidae.

## Distribution
Cette espèce est endémique de Côte d'Ivoire. Elle se rencontre vers Korhogo et Kossou.

## Description
Le mâle holotype mesure 4,59 mm et la femelle paratype 5,93 mm.

## Systématique et taxinomie
Cette espèce a été décrite par Platnick en 1991.

## Étymologie
Cette espèce est nommée en l'honneur d'Elizabeth et Rudy Jocqué.

## Publication originale
- Platnick, 1991 : « A revision of the ground spider family Cithaeronidae (Araneae, Gnaphosoidea). » American Museum Novitates, no 3018, p. 1-13 (texte intégral).